# Новосельцев, Юрий Евгеньевич
Юрий Евгеньевич Новосельцев (укр. Юрій Євгенович Новосельцев; 26 марта 1964) — советский и российский и украинский футболист. Играл на позиции защитника.

## Карьера
Профессиональную карьеру начинал в 1986 году в андижанском «Пахтакоре». В 1988 году выступал за алмалыкский «Металлург». В 1989 году перешёл в «Океан» Находка. В 1990 провёл один матч за майкопскую «Дружбу». После распада СССР «Океан» взял в старт в высшей российской лиге. 3 апреля 1992 года Новосельцев выйдя в стартовом составе «Океана» в выездном матче 2-го тура против московского «Локомотива», дебютировал в матчах высшего российского эшелона, был заменён на 87-й минуте Романом Тихоновецким. В 1993 году перешёл в запорожский «Металлург». С 1994 по 1995 годы выступал за «Днестровец». В 1996 году играл за другой клуб из Запорожья — «Виктор». Завершил профессиональную карьеру в 1997 году в клубе «Полесье» Житомир.